# Eupithecia indigata
Eupithecia indigata là một loài bướm đêm thuộc họ Geometridae. Loài này được tìm thấy ở châu Âu.
Sải cánh dài 15–18 mm. Chiều dài cánh trước là 8–10 mm. Con trưởng thành bay làm một đợt từ tháng 4 đến tháng 5. .
Sâu bướm ăn các loài Pinus sylvestris và Larix.

## Hình ảnh

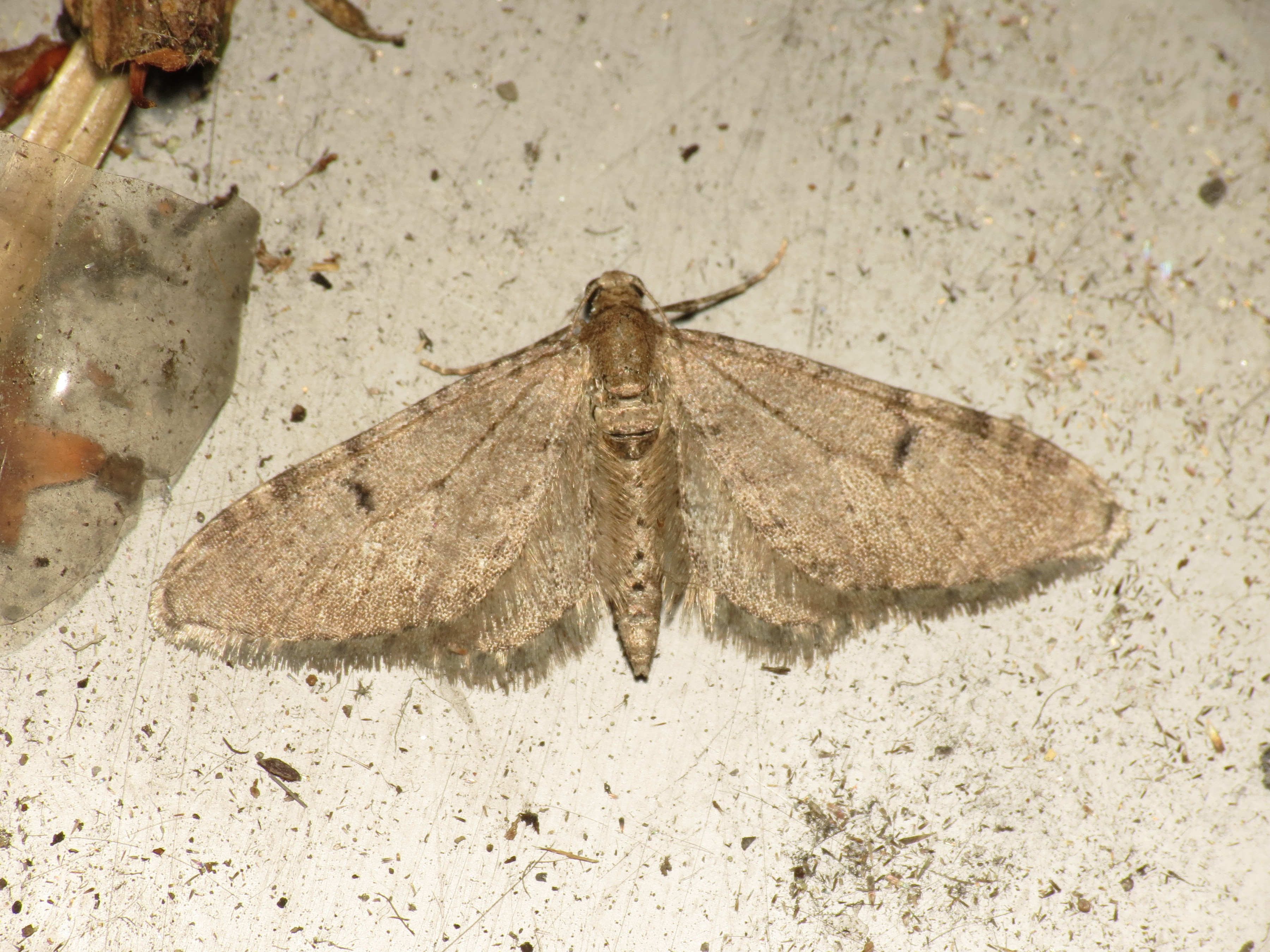
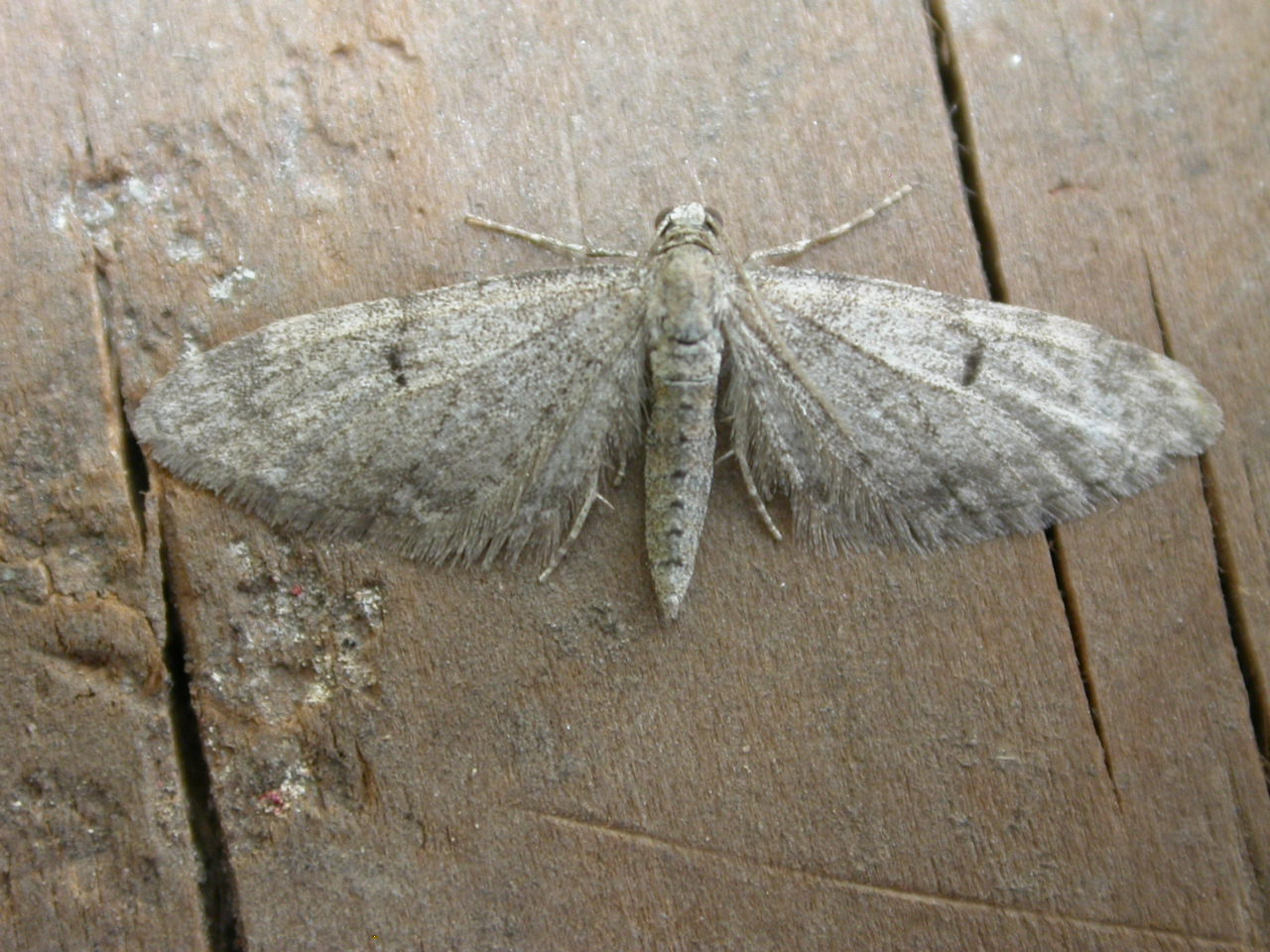
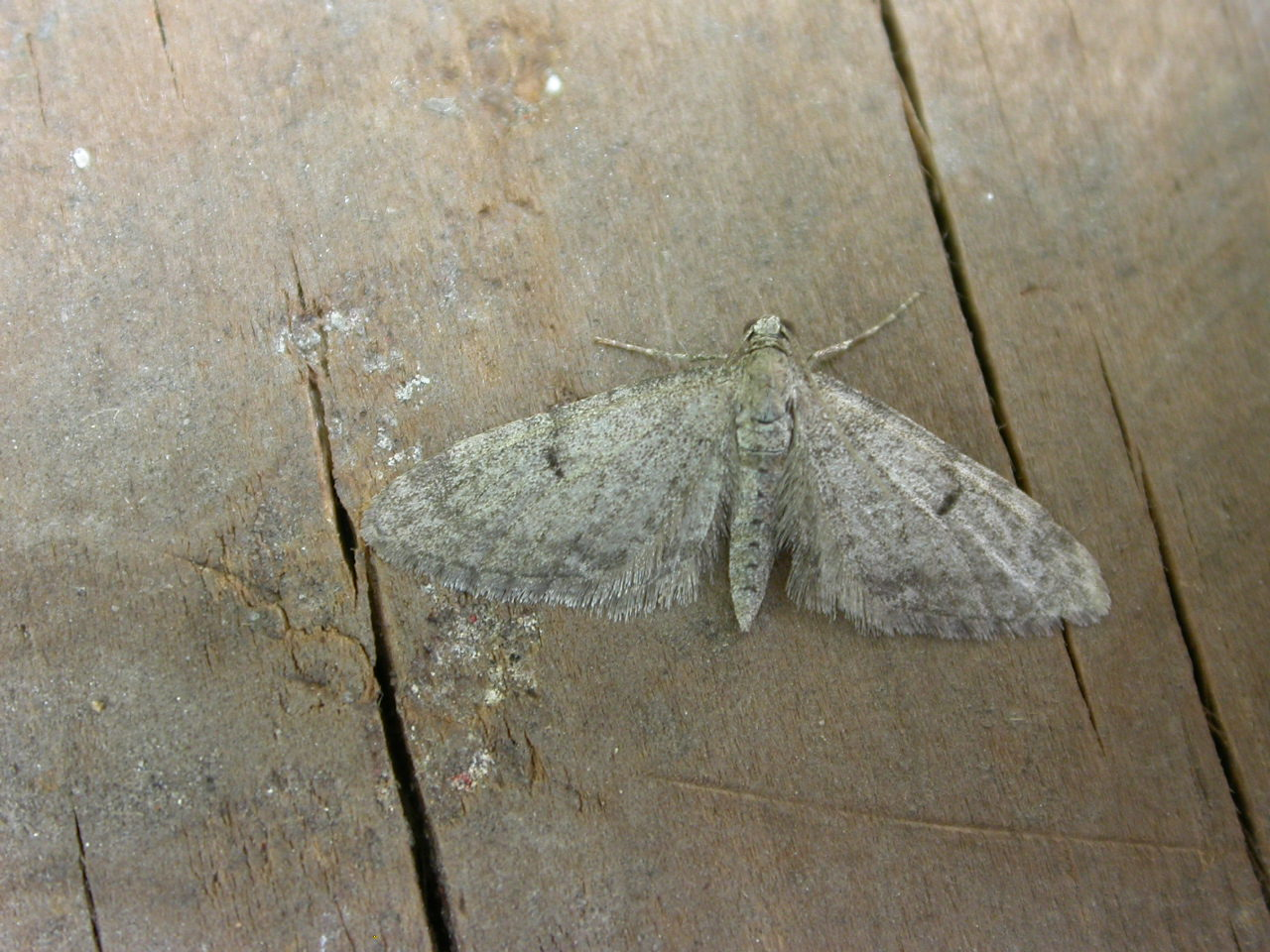
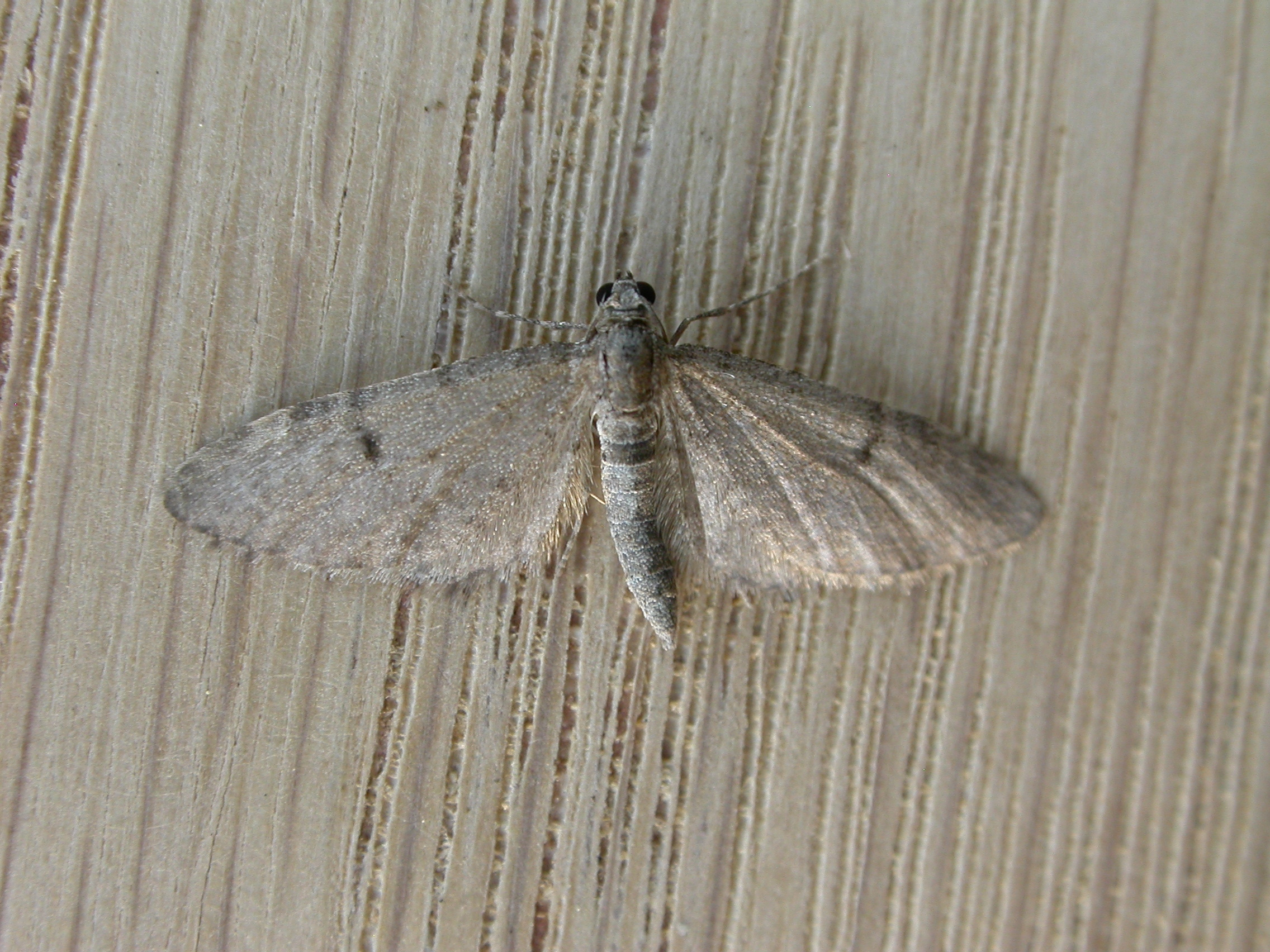